# Eli Droge Keli
Eli Droge Keli, pseudoniem van Eli Hermans, is een Belgische muzikant. 

## Muzikale carrière
Van 2001 tot 2016 speelde hij in de Antwerpse rockbands iXina en Quatsch. Nadien trad hij solo op onder zijn eigen naam.
Sinds 2021 is hij lid van Katastroof. waar zijn vader, Jos Smos ook deel van uitmaakt.
In 2024 startte hij het project Abbey Rocks, waar rockversies van Beatles-nummers worden gespeeld.

## Discografie

### Als gastmuzikant
- 1994: Katastroof - Ramp-zalig
  - solo-gitaar op Zwarte Weduwe
- 1995: Jos Smos – Motsiklet / Vlaanderen Boven
  - solo-gitaar
- 1996: Jos Smos In Het Blote Beestenbos
  - Dikke Nekken (met Dominus Teddybear)
  - Ni Me Mij He Mokke (met Dominus Teddybear)
- 1998: Jos Smos – Over Het Geloof
  - God Ge Zijt Ne Klootzak (met Dominus Teddybear)
  - Het Geloof (met Dominus Teddybear)
- 2000: Jos Smos En De Frisse-grietentros
  - Gigolo-Jig
  - Bleft In Oe Holleke En Piept Ni

### met iXina
- 2001: iXina - Demo
- 2003: iXina - Laaif
- 2008: iXina - Nooit Niks

### met Quatsch
- 2012: Quatsch - Quatsch
- 2013: Katastroof - 'Vrindjespolletiek'
  - Vijvendaerteg joare
  - Schoon van ver
- 2013: Quatsch - Doe na is een lichtje aan
- 2016: Quatsch - Ik weet het ni

### Solo
- 2015: Ode aan Serge en Rita[2]
  - Eli - Den Beiaard

### met Katastroof
- 2022: Katastroof - Zottekot
- 2024: Katastroof - Foert!